# يوكو كاواهارا
يوكو كاواهارا هي مغنية أوبرا يابانية، ولدت في 3 سبتمبر 1939 في طوكيو في اليابان.